# Aston Martin AMR1
L'Aston Martin AMR1 è una vettura sport-prototipo da competizione realizzata dalla Aston Martin nel 1989 per gareggiare nel campionato del mondo sportprototipi.

## Contesto
Dopo essersi affacciata nei primi anni ottanta, come fornitore di motori ad alcune piccole squadre inglesi (come la Nimrod) impegnate con prototipi in Gruppo C, nel 1988 l'Aston Martin decise di scendere in pista in prima persona, sviluppando una propria vettura da schierare nel Campionato del mondo Sport. Nonostante la Ford avesse da poco rilevato la maggioranza delle quote azionarie della Aston Martin e si accingeva a varare una profonda ristrutturazione dell'azienda, il programma sportivo appena lanciato non venne accantonato, così a fine anno fu presentata la nuova vettura, la AMR1 (Aston Martin Racing 1), con la quale la squadra inglese tornava ufficialmente nel mondo delle corse endurance a distanza di 30 anni da quella che era stata la sua stagione agonistica più propizia, coronata con la vittoria del mondiale costruttori e della 24 Ore di Le Mans.
Tuttavia questo programma avrà vita breve, in quanto nel 1990 con l'acquisto della Jaguar da parte della Ford, il costruttore americano si trovò ad avere due marchi con programmi sportivi concorrenti in Gruppo C, alla fine venne appoggiata la Jaguar che poteva contare su un palmares più blasonato e un'immagine più consolidata, invece il programma dell'Aston Martin venne soppresso mentre erano già allo studio i modelli AMR2 e AMR3.

## Tecnica
Realizzata conformemente ai regolamenti FIA per la categoria Gruppo C, questa biposto è dotata di un telaio monoscocca in fibra di carbonio sul quale è posizionato un motore V8 diretta evoluzione dell'unità di serie da 5,3 litri montata sull'Aston Martin Virage, questa versione è stata rivista profondamente e preparata per l'impiego nelle competizioni dallo specialista statunitense Reeves Callaway, la cilindrata è stata portata a 6,3 litri, l'alimentazione atmosferica, nell'ultima evoluzione è in grado di sviluppare fino a 740 CV a 8.000 giri/min, per quanto riguarda la trasmissione il prototipo è dotato di un cambio a 5 rapporti e la trazione è posteriore, il peso totale della vettura è di circa 900 kg.
Monta delle soluzioni aerodinamiche di nuova concezione rispetto alle altre Gruppo C, in particolare spiccano: i passaruota anteriori aperti, che consentono di estrarre efficacemente il flusso d'aria che scorre nella parte anteriore del fondo vettura, delle fiancate arrotondate con andamento a forma di bottiglia di Coca-Cola che hanno inizio dalla zona dell'abitacolo, (soluzioni attualmente riprese ed evolute sugli odierni prototipi LMP), infine la caratteristica collocazione al retrotreno sopra l'asse posteriore dei radiatori per il raffreddamento del motore.
Per migliorare l'efficienza dovuta all'effetto suolo dell'estrattore posteriore, l'intero gruppo motore-cambio è inclinato in avanti di alcuni gradi rispetto al piano orizzontale, questa soluzione ha permesso di ricavare dei canali Venturi di maggiori dimensioni, inoltre gli scarichi del motore soffiano direttamente sul diffusore per accelerare il flusso d'aria sottostante.

## Risultati sportivi
Gareggiò nella stagione 1989 del mondiale Sport-prototipi, il miglior piazzamento fu un 4º posto ottenuto nella prova disputata sul Circuito di Brands Hatch, alla 24 Ore di Le Mans 1989 si piazzò all'11º posto finale. Nelle ultime prove di campionato mostrò delle buone qualità concludendo costantemente le gare tra i primi 8. L'Aston Martin Racing concluse la stagione piazzandosi al 6º posto della classifica costruttori, dopo un dignitoso debutto, la squadra si ritirerà definitivamente dal mondiale Sport per volere della proprietaria Ford.

## La AMR2
Alla fine della stagione 1989 iniziò lo sviluppo della vettura che avrebbe dovuto partecipare alla stagione successiva. L'intenzione era quella di proporre il nuovo modello alla 24 Ore di Le Mans del 1990. La AMR2, questo il suo nome, era dotata del telaio della AMR1, della nuova versione del motore V8 da 6,3 L montato sul modello antenato e di una carrozzeria particolarmente aerodinamica. Prima però che la AMR2 fosse completa, la Protech, ovvero la società fondata dalla Aston Martin e dalla scuderia Ecurie Ecosse che si era occupata in precedenza dello sviluppo della AMR1, e che ora stava realizzando la AMR2, fallì, e quindi il progetto non ebbe seguito.